# Sarah Borwell
Sarah Borwell (* 20. August 1979) ist eine ehemalige britische Tennisspielerin. 

## Karriere
Borwell nahm mehrmals an Grand-Slam-Turnieren teil und erreichte dort dreimal die zweite Runde. Sie spezialisierte sich auf das Doppel. 2009 und 2010 gehörte sie der britischen Fed-Cup-Mannschaft an. Bei den Commonwealth Games 2010 gewann sie im gemischten Doppel die Bronzemedaille.
Borwell bestritt im März 2013 ihr letztes Profiturnier und wird seit 2014 nicht mehr in den Weltranglisten geführt.

## Turniersiege

### Einzel
| Nr. | Datum         | Turnier   | Kategorie   | Belag     | Finalgegnerin        | Ergebnis      |
| --- | ------------- | --------- | ----------- | --------- | -------------------- | ------------- |
| 1.  | 19. März 2006 | Sheffield | ITF $10.000 | Hartplatz | Nadja Roma           | 4:6, 6:1, 6:4 |
| 2.  | 21. Juli 2007 | Frinton   | ITF $10.000 | Rasen     | Jade Curtis          | 6:4, 1:6, 6:3 |
| 3.  | 23. März 2008 | Bath      | ITF $10.000 | Hartplatz | Stéphanie Vongsouthi | 6:4, 7:65     |